# Macroglossum buini
Macroglossum buini là một loài bướm đêm thuộc họ Sphingidae, chi Macroglossum.